# Patrizio Vanessi
Patrizio Vanessi (Legnago, 4 settembre 1953) è un artista italiano.

## Biografia
Nato in Italia a Legnago, in provincia di Verona, il 4 settembre 1953 da padre dirigente bancario e madre francese, Vanessi vive l'infanzia all'insegna della creatività, passando attraverso diverse esperienze artistiche.
Dai 14 anni frequenta gli studi di Artisti di diverse estrazioni: dal Figurativo all'Astratto, dall'Arte Povera alla Transavanguardia Italiana.
Frequenta il Liceo ginnasio statale Scipione Maffei a Verona. 
A diciotto anni Vanessi si iscrive all'Università Iuav di Venezia, avendo come docenti l'architetto e accademico Carlo Scarpa e Arrigo Rudi. Decide in seguito di non esercitare la professione.
Da sempre, pur con diverse esperienze nel mondo della Comunicazione, lavora nell'Arte come unica vocazione, non smettendo mai di ricercare linguaggi e tecniche fuori dagli schemi. 
È stato in contatto con importanti nomi del Collezionismo Italiano, quali Sergio Ermini (scopritore e promotore dell'Arte Povera), Guglielmo Achille Cavellini (imprenditore, collezionista e artista) e galleristi quali Emilio Mazzoli, Franco Toselli e Massimo Minini: personalità di spicco dello scenario artistico Nazionale e Internazionale.
La sua prima mostra negli anni 70 entra in collisione con il mercato e più tardi, negli anni '80 e '90 decide di legarsi ad una importante galleria Canadese (Artcore Gallery) diretta dall'italo-americano Fabrizio Marcolini. Grazie a questa collaborazione, le sue opere vengono esposte in diverse fiere e gallerie italiane ed internazionali (Milano – MIART) – Bologna (Artefiera) – Basilea (Artbasel) – Toronto (Toronto Expo) – New York – Miami - Praga – Colonia (ArtCologne) – Torino (Artissima) ed altre. 
Dal 1995 al 1998 realizza le performance del taglio d'opera ad Ancona, Fabriano, Firenze e Parigi.
Negli anni 2000 inizia l'esperienza con il mondo digitale, la fotografia elaborata al computer e stampata su Ciba fino alla manipolazione di plastiche, plexiglas e PVC.
Nel 2013 viene creato un Archivio storico dei suoi lavori consultabile sul sito ufficiale.

## Mostre Personali
- 2019: ARTantide Gallery.com, Verona
- 2002: Artefiera, Bologna con la collezione "To eat" con il supporto di Artcore Gallery
- 2002: Fiera Milano (Miart), Milano con la collezione "To eat" con il supporto di Artcore Gallery
- 2002: Art Cologne, Colonia, Germania con la collezione "To eat" con il supporto di Artcore Gallery
- 2002: Artissima, Torino con la collezione "Inside" con il supporto di Artcore Gallery
- 2002: Art Palm Beach, Miami, Florida con la collezione"Inside" con il supporto di Artcore Gallery
- 2001: Art Cologne, Colonia con la collezione "tragedy"
- 2001: Artissima, Torino con la collezione tragedy from Lampedusa
- 2001: Artcore Gallery, Toronto con la collezione with "Flowerfire"
- 1999: Museo di Palazzo Emilei Forti, Verona
- 1999: Palazzo dell'ONU, Bruxelles
- 1999: Museum of Modern Art, Praga
- 1999: Castello di Barletta, Barletta
- 1999: Museum of Modern Art, Bathlehem
- 1999: Museo Palazzo Miniscalchi-Erizzo, Verona
- 1996: Premio d'Arte Sacra, Ancona
- 1995: Rassegna Internazionale di Poesia Visiva, Spoleto
- 1995: Archeo Logica, Fabriano
- 1971-1979: Premio Nazionale Rovigo
- 1971-1979: Premio Nazionale Caprino Veronese
- 1971-1979: Premio Nazionale Marina di Ravenna